# Tmesisternus planicollis
Tmesisternus planicollis là một loài bọ cánh cứng trong họ Cerambycidae.